# Мариеле Франко
Мариеле Франко (на португалски: Marielle Franco, португ. произношение: [maɾiˈɛli ˈfɾɐ̃ku], Мариели Франку), родена като Мариеле Франсишко да Силва (на португалски: Marielle Francisco da Silva, 27 юли 1979 г. – 14 март 2018 г.), е бразилска правозащитничка, феминистка, социоложка и активистка от редовете на социалистическото движение. Утвърждва се като активен защистник на правата на жените, работниците, чернокожите, ЛГБТ хората и на бедните общности, населяващи фавелите на Рио де Жанейро. 
Магистър по публична администрация във Федералния университет „Флуминенсе“, през 2017 г. Мариеле Франко става общински съветник в Общинската камара на Рио де Жанейро от листата на партията „Социализъм и свобода“, постигайки пети резултат на местните избори през 2016 г. Неколкократно отправя критики срещу полицейския произвол и насилие във фавелите, както и срещу федералната интервенция в Рио де Жанейро през февруари 2018 г., когато президентът Мишел Темер разполага армейски части и полицейски сили в бедните квартили на града.
На 14 март 2018 г. Мариеле Франко става жертва на политическо убийство, когато тя и шофьорът ѝ са разстреляни в колата си в централната част на Рио де Жанейро, където преди това Франко произнася реч на кръгла маса по въпросите на Движението на младите чернокожи жени. Престъплението е извършено от двама души, возещи в друга кола. През март 2019 г. двама биши полицаи са арестувани и обвинени в убийството на Мариеле Франко.

## Биография

### Ранни години
Мариеле Франко е родена на 27 юли 1979 г. в Рио де Жанейро. Има сестра – Аниели Франко. Израства в бедния квартал „Маре“, където преминава по-голямата част от живота ѝ. През 1990 г., едва на 11, Мариеле започва работа като уличен продавач, за да допринася към семейния бюджет и да спестява пари за образованието си. От 14 до 17-годишна възраст участва и като танцьорка в екипа на Фурасао 2000.
През 1998 г. след кратка авантюра Мариеле ражда единственото си дете – дъщеря на име Луяро, която отглежда сама, докато работи като детски възпитател на минимална заплата. На следващата година Мариеле полага първата група от приемни изпити за обществени колежи, предназначени за млади хора от фавелите на комплекса „Маре“.
През 2000 г. Мариеле става активист за защита на човешките права, след като нейна приятелка е убита при престрелка между щатската полиция и наркобанда във фавела „Маре“..
През 2007 г., докато работи в защита правата на ЛГБТ общността, Мриеле започва романтична връзка с Моника Бенисио. През 2017 г. двете жени се преместват в общ дом в квартала „Тижука“ заедно с дъщерята на Мариеле. Насрочват и ден за сключване на брак за септември 2018 г. 

### Образование
През 2002 Мариеле Франко постъпва в Католическия университет на Рио де Жанейро, където завършва социални науки с пълна стипендия по Програмата „Университет за всички“. Продължавайки междувременно да работи и да възпитава сама дъщеря си, Мариеле се присъединява към магистърската програма по публична администрация на Федералния университет Флуминенсе, която завършва през 2007 г. с магистърска теза, посветена на правоохранителната програма на щата Рио де Жанейро за прекратяване контрола на престъпните банди във фавелите.

### Политическа кариера
Политическата кариера на Мариеле Франко започва още през 2006 г., когато тя става част от предизборния щаб на Марсело Фрейшу за избирането му като народен представител в Щатската асамблея на Рио де Жанейрона. След избирането на Фрейшо Мариеле Франко е назначена за негов консултант и за координатор на Комитета за човешки права и гражданите към щатската асамблея, където предоставя правна и психологическа помощ на членове на семействата на жертви на убийство или пострадали полицаи. Един от случаите, които са разрешени с нейна помощ по това време, е този на цивилен полицай, убит от свой колега. 
Успоредно с това Мариеле продължава и работата си за рзлични неправителствен организация за граждански права като Бразилската фондация и Центъра на „Маре“ за солидарни науки и дейност.

### Общински съветник
През 2016 г. Мариеле Франко се включва в надпреварата за избор на общински съветници на Рио де Жанейро от общата листа на партийната коалиция, съставена от Партия социализъм и свобода и Бразилската комунистическа партия. Като чернокожа жена и самотна майка, по време на предизборната кампания Мариеле заема позиции в защита на правата бедните чернокожи жени и на хората от фавелите. На проведения вот Мариеле събира 46 500 гласа, което ѝ осигурява място в 51-местната Общинска камара на Рио де Жанейро с пети резултат от всички 1500 кандидати, явили се на изборите.
В Общинското събрание на Рио де Жанейро Мариеле Франко о става председател на Комисията за защита на жените и участва в състава на четиричленна общинска комисия, сформирана, за да извършва мониторинг върху федералната интервенция в Рио де Жанейро, като на 28 февруари 2018 г. Мариеле е избрана и за неин докладчик. Изключително критична е позицията ѝ спрямо федералната намеса, съпроводена с непрекъснато осъждане на случаите на злоупотреба с полицейска власт и нарушаване на човешките права на жителите на фавелите.
Като общински съветник Мариеле Франко събира информация и осветлява случаи на насилие над жени, защитава правото на аборт в предвидените от закона случаи и подкрепя движението за по-активно включване на жените в политиката. За малко повече от годин Мариеле Франко изготвя над 16 общински проектозакона, два от които са приети от Общинското събрание: единият регулира услугата Мототакси, а другият – откриването на родилни домове в бедните квартали, които да осигурят нормални условия за раждане на повече жени. Като бисексуална и активистка на ЛГБТ общността, Мариеле поддържа и тясно сътрудничество с Фронта на лесбийките на Рио де Жанейро. Общинският съвет обаче не подкрепя нейното предложение през август 2017 да бъден обявен ден на лесбийките в Рио де Жанейро..

### Последни дни и показно убийство
Яростен противник на полицейското насилие във фавелите, на 18 март 2018 г. Мариеле Франко осветлява с пост в Twitter убийството на млад мъж пред вратите на една църква – деяние, което се приписва на полицията.
На селдващия ден Франко участва в кръгла маса, посветена на правата на младите чврнокожи жени. По-малко от два часа след края на кръглата маса, Мариеле Франко и шофьорът ѝ Андерсон Педро Гомес са застреляни в колата си от двама мъже, придвижвали се с друга кола. Мъжете изстрелват по колата на Мариеле девет куршума, четири от които попадат в Мариеле – три я улучват в главата, а един се забива във врата ѝ. В престрелката е ранена и прессекратарката на Мариеле, която се вози на задната седалка до нея.
На местопрестъплението пристига щатският депутат от PSOL Марсело Фрейшо, който заявява пред медиите, че куршумите са били насочени срещу Мариеле Франко, което може да се определи като чиста екзекуция, а това по-късно се потвърждава и от полицията на Рио де Жанейро. Куршумите, изстреляни по Франко, се оказват част от партида боеприпаси, закупени от федералната полиция в Бразилия. ; Тогаващният министър на обществената безопастност Раул Жунгман обявява, че патроните са били откраднати от охраняем склад на Националните пощи, намиращ се в Параиба. По-късно обаче министерството изтегля твърдението, след като от Националните пощи опровергават информацията и отричат такъв обир въобще да се е случвал в техен склад.
През януари 2019 г. полицията арестува Роналдо Пауло Алвис Перейра и издава заповед за арест на Фернандо Магаляеш де Нобрега по подозрения в участие в убийството на Мариеле Франко и шофьора ѝ. Двмата заподозрени са бивши полицейски служители и са били награждавани в началото на 2000-те от президента Жаир Болсонаро. Освен това към момента на престъплението майката и сестрата на Нобрега са работили в офиса на Флавио Болсонаро.
През март 2019 полицията арестува двама заподозрени, бивши членове на военната полиция, за които се твърди, че са част от престъпни параполицейски банди. И двамата зподозрени са се снимали с президента Жаир Болсонаро, а единият се оказва негов съсед в луксозен комплекс с апартаменти в един от скъпите квартали на Рио де Жанейро. През ноември същата година бразилски медии излизат със заглавия, че полицията разследва по-малкия син на президента – Карлос, във връзка със убийството на Мариеле Франко.

## Реакции
Убийството на Мариеле Франко предизвиква реакции на широката общественост както в самата Бразилия, така и извън границите ѝ. В различни бразилски градове се провеждат масови организирани протести срещу убийството на Мариеле, което е осъдено и от международни правозащитни организации като Амнести Интернешънал и Хюман Райтс Уотч. В Съединените щати теоретици на черния феминизъм публикуват мнения, описващи Мариеле като поредния мъченик на движението Блек лайфс.
Убийството на Мариеле и шофьора ѝ става причина за остри осъдителни реакции сред разнородния политически спектър в Бразилия. Убийството е осъдено от всички кандидати за президент на Бразилия по време на предизборната кампания през 2018 г. с изключение на Жаир Болсонаро, който категорично отказва да коментира случая на Мариеле Франко. От щаба му коментират, пе всяко негово изказване по въпроса би било изтълкувано противоречиво, въпреки че в кампанията си той залага най-много на въпросите по сигурността.
През 2022 г. президентът Лула да Силва обявява назначаването на сестрата на Мариеле Франко – Аниели Франко, за министър на расовото равенство в новото си правителство.

## Влияние
На 10 ноември 2018 г. в Музея на „Маре“ в Рио де Жанейро е проведена изложба с творби на млади кенийски артисти, взели участие в арт уъркшоп в Найроби на тема „Портрети на Мариеле: създаване на мостове между Кения и Бразилия“.
Амнести Интернешънъл включва името на Мариеле Франко в кампанията си, посветена на активистите, писали за човешки права и загубили живота си заради това. Асоциацията за правата на жените в развитие поставя името ѝ сред 400 имена на изтъкнати активисти за правата на жените в интернет страница за отдаване на почит към тяхното дело.
През 2019 г. Мариеле Франко, бразилската природозащитничка Клоделис Силва душ Сантош и вождът на амазонското племе каяпо Рауни са тримата бразилци, номинираните за Наградата „Сахаров“ на Европейския парламент.
На 13 март 2020 г. платформата Globoplay започва излъчването на документална поредица за Мариеле, наречена Marielle – O Documentário.
Версия 19 на antiX, Линукс дистрибуция, базирана на Debian, е наречена в чест на Мариеле.

## Личен живот
Мариеле Франко e бисексуална. През 2017 г. се премества в квартала Тижука на Рио де Жанейро заедно с партньорката си Моника Тереза Бенисиу и 18-годишната си дъщеря Луяра Сантуш. Мариеле и Моника се запознават по време на пътуване с приятели, когато двете са, съответно, на 18 и на 24 години. Срещат се в продължение на 13 години, въпреки че връзката им периодично е прекъсвана заради неодобрението на роднини и приятели . По време на тези прекъсвания двете жени зяпочват връзки с други мъже и жени. Въпреки това, след последното си събиране, Мариеле и Моника планират да сключат брак през септември 2018 г.